# NGC 6735
NGC 6735 este o galaxie situată în constelația Vulturul. A fost descoperită în 18 iulie 1827 de către John Herschel.